# Ptychadena wadei
Ptychadena wadei är en groddjursart som beskrevs av Malcolm Largen 2000. Ptychadena wadei ingår i släktet Ptychadena och familjen Ptychadenidae. IUCN kategoriserar arten globalt som otillräckligt studerad. Inga underarter finns listade i Catalogue of Life.